# US Open 2022 - Quad singolare
Il quad singolare del torneo di tennis professionistico US Open 2022, facente parte della categoria Grande Slam, si è giocato dal 6 al 10 settembre 2022 allo USTA Billie Jean King National Tennis Center, a New York negli Stati Uniti.
Niels Vink ha sconfitto Sam Schröder in finale con il punteggio di 7–5, 6–3. È stato il suo primo titolo US Open e il secondo Major in generale.
Dylan Alcott era il campione in carica, ma si è ritirato dal tennis professionistico a Gennaio 2022.

## Teste di serie
1. Niels Vink (campione)

1. Sam Schröder (finale)

## Tabellone

### Legenda
| - Q = Qualificato - WC = Wild card - LL = Lucky loser | - ALT = Alternate - SE = Special Exempt - PR = Protected Ranking | - w/o = Walkover - r = Ritirato - d = Squalificato |

|  | Quarti di finale | Quarti di finale | Quarti di finale | Quarti di finale | Quarti di finale |  |  | Semifinali | Semifinali      | Semifinali      | Semifinali   | Semifinali   |   |   | Finale | Finale     | Finale     | Finale | Finale |  |
|  |                  |                  |                  |                  |                  |  |  |            |                 |                 |              |              |   |   |        |            |            |        |        |  |
|  | 1                | Niels Vink       | Niels Vink       | 6                | 6                |  |  |            |                 |                 |              |              |   |   |        |            |            |        |        |  |
|  | WC               | Robert Shaw      | Robert Shaw      | 2                | 0                |  |  | 1          | Niels Vink      | Niels Vink      | 6            | 6            |   |   |        |            |            |        |        |  |
|  |                  | Koji Sugeno      | 6                | 3                | 5                |  |  |            | Donald Ramphadi | Donald Ramphadi | 1            | 1            |   |   |        |            |            |        |        |  |
|  |                  | Donald Ramphadi  | 2                | 6                | 7                |  |  |            |                 |                 |              |              |   |   | 1      | Niels Vink | Niels Vink | 7      | 6      |  |
|  |                  | Andy Lapthorne   | 6                | 1                | 2                |  |  |            |                 | 2               | Sam Schröder | Sam Schröder | 5 | 3 |        |            |            |        |        |  |
|  |                  | David Wagner     | 4                | 6                | 6                |  |  |            | David Wagner    | David Wagner    | 0            | 63           |   |   |        |            |            |        |        |  |
|  |                  | Heath Davidson   | 6                | 63               | 3                |  |  | 2          | Sam Schröder    | Sam Schröder    | 6            | 7            |   |   |        |            |            |        |        |  |
|  | 2                | Sam Schröder     | 3                | 7                | 6                |  |  |            |                 |                 |              |              |   |   |        |            |            |        |        |  |